# بخش سفله
بخش سفله (به سوئدی: Säffle kommun) یک ناحیه شهری در سوئد است که در شهرستان ورملاند واقع شده‌است.

## خواهرخوانده
شهرهای هاگنو، آنتسلا، Mäntyharju و Hol خواهرخوانده‌های بخش سفله هستند.